# Orlov
Orlov é uma cidade na Rússia, o centro administrativo de um raion do Oblast de Kirov. A cidade é localizada à margem do rio Viatka, entre Kirov e Kotelnitch.